# Johnny Belinda (film 1948)
Johnny Belinda è un film del 1948 diretto da Jean Negulesco e interpretato da Jane Wyman e Lew Ayres. La pellicola è un adattamento cinematografico di un dramma teatrale scritto da Elmer Blaney Harris e sceneggiato da Irma von Cube e Allen Vincent.
La storia è basata su un fatto realmente accaduto vicino alla residenza estiva dell'autore, Harris, a Fortune Bridge nell'Isola del Principe Edoardo. Il personaggio principale che dà il titolo alla pellicola è basato sulla vita di Lydia Dingwell di Lingwen Mills.

## Trama
Belinda McDonald, una ragazza sordomuta, conosce il giovane medico Robert Richardson. Il dottore si rende presto conto che la ragazza, sebbene sorda e muta, dimostra un'intelligenza molto vivace. Belinda abita in una fattoria con suo padre Black e sua zia Aggie, e vive un'esistenza molto solitaria ed isolata. Sia suo padre che sua zia provano rancore nei suoi confronti, perché la madre di Belinda è morta dandola alla luce. Richardson insegna a Belinda il linguaggio dei segni e ben presto in lui nasce un sentimento molto forte per la ragazza.
Una notte in cui il padre di Belinda si era allontanato dalla fattoria per accompagnare la zia Aggie da una parente, la giovane viene violentata dallo spaccone del villaggio Locky McCormick, promesso sposo di Stella, che aveva intuito la malsana attrazione del fidanzato per Belinda. Dall'episodio scaturirà una girandola di terribili vicende.

## Riconoscimenti
- 1949 - Premio Oscar
  - Miglior attrice protagonista a Jane Wyman
  - Nomination Miglior film alla Warner Bros.
  - Nomination Migliore regia a Jean Negulesco
  - Nomination Miglior attore protagonista a Lew Ayres
  - Nomination Miglior attore non protagonista a Charles Bickford
  - Nomination Miglior attrice non protagonista a Agnes Moorehead
  - Nomination Migliore sceneggiatura non originale a Irma Von Cube e Allen Vincent
  - Nomination Migliore fotografia a Ted D. McCord
  - Nomination Migliore scenografia a Robert M. Haas e William Wallace
  - Nomination Miglior montaggio a David Weisbart
  - Nomination Miglior sonoro alla Warner Bros.
  - Nomination Miglior colonna sonora a Max Steiner
- 1949 - Golden Globe
  - Miglior film drammatico
  - Miglior attrice in un film drammatico a Jane Wyman
- 1948 - National Board of Review Award
  - Migliori dieci film
- 1949 - Festival di Venezia
  - Nomination Leone d'Oro a Jean Negulesco